# 広島県建築高等職業訓練校
広島県建築高等職業訓練校（ひろしまけんけんちくこうとうしょくぎょうくんれんこう）は、認定職業訓練による職業能力開発校。一般社団法人広島建築共同職業訓練協会が運営する。

## 訓練科目
- 建築施工系木造建築科

## 課程
普通課程　高卒者を対象で2年